# Шевино (озеро, Россонский район)
Ше́вино (бел. Шэ́віна) — озеро в Россонском районе Витебской области Белоруссии. Относится к бассейну реки Нища.

## Описание
Озеро Шевино располагается в 12 км к северо-востоку от городского посёлка Россоны. Высота над уровнем моря составляет 144,1 м. Неподалёку от озера находятся деревни Рыли и Горбачёво.
Площадь зеркала составляет 2,36 км². Длина — 4,45 км, наибольшая ширина — 0,88 км. Длина береговой линии — 11,96 км. Наибольшая глубина — 3,4 м, средняя — 2,4 м. Объём воды в озере — 5,55 млн м³. Площадь водосбора — 63,2 км².
Котловина лощинного типа, вытянутая с запада на восток. Склоны котловины в нижней части пологие, покрытые кустарником, поверху — пологие, покрытые лесом, на северо-западе распаханные. Высота склонов составляет 10—15 м, на юго-востоке понижаясь до 6—9 м. Береговая линия извилистая и образует несколько заливов и мысов. Берега преимущественно сливаются со склонами котловины и поросли кустарником. Некоторые участки северного и южного берегов низкие, песчаные. С трёх сторон (кроме южной) встречаются участки прерывистой заболоченной поймы шириной до 20 м.
До 29 % площади озера характеризуется глубиной не более 2 м. Мелководье выстлано песком, опесчаненным илом и глиной. Глубже дно покрыто кремнезёмистым сапропелем, слой которого занимает 75 % площади озёрной чаши. Наибольшая глубина отмечается в юго-западной части озера, напротив деревни Рыли. В восточной части озера присутствует остров площадью 0,4 га.
Минерализация воды достигает 200 мг/л, прозрачность — 1 м. Водоём подвержен эвтрофикации. Впадают малая река Испол и несколько ручьёв, в том числе ручей из озера Городно. Вытекает малая река (ручей) Ершовская, впадающая в озеро Межево.
Водоём зарастает до глубины 2,5—2,9 м. Ширина полосы растительности варьируется от 30 до 110 м.
В озере обитают лещ, щука, окунь, карась, плотва, краснопёрка, линь, уклейка, налим, судак.

## Месторождение сапропеля
Мощность отложений сапропеля составляет 3,4 м, общие запасы — 6,6 млн м³. Сапропель покрывает 75 % озёрной чаши. Естественная влажность — 90 %, зольность — 56—66 %, водородный показатель — 6,1—7,5. Содержание в сухом остатке (в %): азота — 2,6, окислов кальция — 3,5, калия — 1,7, фосфора — 0,2. Сапропель озера Шевино может использоваться в качестве удобрения и для мелиорационных нужд.